# WWE Bad Blood
WWE Bad Blood (tên ban đầu được cách điệu Badd Blood) là một sự kiện đấu vật chuyên nghiệp do WWE, một công ty đấu vật chuyên nghiệp có trụ sở tại Connecticut sản xuất. Sự kiện này lần đầu tiên được tổ chức vào tháng 10 năm 1997 khi công ty vẫn còn được gọi là World Wrestling Federation (WWF) và sự kiện đầu tiên đó được tổ chức dưới dạng sự kiện trả tiền theo lượt xem (PPV) In Your House lần thứ 18. Sau sáu năm và sau khi công ty được đổi tên thành World Wrestling Entertainment (WWE), Bad Blood đã trở lại với tư cách là sự kiện PPV của riêng mình vào tháng 6 năm 2003, thay thế cho King of the Ring. Năm 2005, One Night Stand thay thế Bad Blood; Vengeance cũng đã chuyển sang tháng 6 năm đó khi The Great American Bash chuyển sang tháng 7. Bad Blood đã được thông báo sẽ được hồi sinh vào năm 2017; tuy nhiên, những kế hoạch này đã bị hủy bỏ để ủng hộ một sự kiện có tên là Great Balls of Fire. Sau 20 năm gián đoạn, Bad Blood đã trở lại vào tháng 10 năm 2024 và trở thành Bad Blood đầu tiên được phát sóng trên các nền tảng phát trực tiếp của WWE.
Bad Blood đầu tiên được biết đến với việc giới thiệu trận đấu Hell in a Cell, một cấu trúc phòng giam có mái che cao 20 feet bao quanh sàn đấu và khu vực bên ngoài sàn đấu. Nó đã được tranh tài tại mọi sự kiện Bad Blood với trận đấu là tiêu đề của các sự kiện vào năm 1997, 2003 và 2004. Để trùng với lần mở rộng thương hiệu đầu tiên, các sự kiện Bad Blood năm 2003 và 2004 đều được tổ chức độc quyền cho các đô vật của thương hiệu Raw. Sự chia tách thương hiệu đã kết thúc vào năm 2011 nhưng đã quay trở lại vào năm 2016. Kể từ tháng 4 năm 2018, tất cả các sự kiện PPV và phát trực tiếp danh sách chính của WWE đều có sự góp mặt của các đô vật từ cả thương hiệu Raw và SmackDown.

## Sự kiện
|  | Sự kiện độc quyền của Raw |

| 1                                         | Badd Blood: In Your House | 5/10/1997 | St. Louis, Missouri | Enterprise Center              | Shawn Michaels vs. The Undertaker trong trận đấu Hell in a Cell để tìm ra người tranh đai WWF Championship tại Survivor Series                    |
| 2                                         | Bad Blood (2003)          | 15/6/2003 | Houston, Texas      | Lakewood Church Central Campus | Triple H (c) vs. Kevin Nash trong trận đấu Hell in a Cell tranh đai World Heavyweight Championship với Mick Foley là trọng tài khách mời đặc biệt |
| 3                                         | Bad Blood (2004)          | 13/7/2004 | Columbus, Ohio      | Nationwide Arena               | Triple H vs. Shawn Michaels trong trận đấu Hell in a Cell                                                                                         |
| 4                                         | Bad Blood (2024)          | 5/10/2024 | Atlanta, Georgia    | State Farm Arena               | Cody Rhodes và Roman Reigns vs. The Bloodline (Solo Sikoa và Jacob Fatu)                                                                          |
| (c) – chỉ người vô địch bước vào trận đấu |                           |           |                     |                                | |